# KZZD
Koordinaten: 44° 59′ 42″ N, 123° 4′ 19″ W
| KZZD |

KZZD ("La Zeta 1390/97.5") ist eine US-Radiostation aus Salem, Oregon. Eingetragener Eigentümer ist Edward C. Diestel.
Die Station sendet auf MW 1390 kHz mit 5 kW tags und 0,69 kW nachts mittels eines Rundstrahlers.
KZZD gehörte der Entercom Communications Corp., einem der größten Radiokonzerne der USA. 2013 spendete der Konzern den Sender an das Minority Media and Telecommunications Council (MMTC). Das MMTC möchte die Möglichkeit von Radiostationen nutzen, um mehr Diversität in der US-Gesellschaft zu verankern. Es fördert Frauen und berät sie in der Gestaltung von Geschäftsvorhaben. Das MMTC nutzt die KZZD seitdem als Ausbildungsstation.